# Bendita Moniz Magno

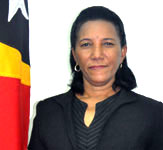
Bendita Moniz Magno

Bendita Moniz Magno (* 15. Februar 1962 in Dili, Portugiesisch-Timor) ist eine Politikerin aus Osttimor und Mitglied der Partei Congresso Nacional da Reconstrução Timorense (CNRT).

## Werdegang
Magno hat ein Wirtschaftsstudium abgeschlossen. Später war sie Assistentin im Gesundheitsministerium. Von 2012 bis 2017 war Magno Abgeordnete im Nationalparlament Osttimors und Mitglied in der Kommission für Gesundheit, Bildung, Kultur, Veteranen und Gleichstellung der Geschlechter (Kommission F). Bei den Wahlen 2017 scheiterte Magno knapp auf Listenplatz 27 des CNRT und schied damit aus dem Parlament aus. Nach der Auflösung des Parlaments trat Magno chancenlos bei den Neuwahlen am 12. Mai 2018 auf Listenplatz 66 der Aliança para Mudança e Progresso (AMP) an, zu der auch der CNRT gehörte. Als aber im Dezember 2019 die Abgeordnete Albina Marçal Freitas verstarb und Kandidaten auf der Liste vor ihr auf das Amt verzichteten, rückte Magno in das Parlament nach. Sie war nun Mitglied der Kommission für Öffentliche Finanzen (Kommission C).
Bei den Parlamentswahlen 2023 erhielt Magno Platz 12 auf der Liste des CNRT und erneut einen Sitz im Nationalparlament. Am 26. Juni wurde sie in der zweiten Parlamentssitzung zur zweiten stellvertretenden Parlamentssekretärin gewählt.